# Basketball-Bundesliga 1979-1980
La Basketball-Bundesliga 1979-1980 è stata la 14ª edizione del massimo campionato tedesco occidentale di pallacanestro maschile. La vittoria finale è stata ad appannaggio del SSC Gottinga.

## Risultati

### Stagione regolare
|     | Squadra               | G  | V  | P  | PF   | PS   | Pt. | Qualificazione       |
| --- | --------------------- | -- | -- | -- | ---- | ---- | --- | -------------------- |
| 1.  | TuS 04 Leverkusen     | 18 | 16 | 2  | 1639 | 1358 | 32  | girone finale        |
| 2.  | SSC Gottinga          | 18 | 14 | 4  | 1507 | 1344 | 28  | girone finale        |
| 3.  | MTV 1846 Gießen       | 18 | 14 | 4  | 1495 | 1295 | 28  | girone finale        |
| 4.  | ASV Colonia           | 18 | 12 | 6  | 1557 | 1353 | 24  | girone finale        |
| 5.  | MTV Wolfenbüttel      | 18 | 9  | 9  | 1393 | 1395 | 18  | girone finale        |
| 6.  | SSV Hagen             | 18 | 8  | 10 | 1568 | 1505 | 16  | girone finale        |
| 7.  | USC Heidelberg        | 18 | 5  | 13 | 1275 | 1454 | 10  | girone retrocessione |
| 8.  | Amburgo TB            | 18 | 5  | 13 | 1310 | 1540 | 10  | girone retrocessione |
| 9.  | USC Bayreuth          | 18 | 4  | 14 | 1284 | 1454 | 8   | girone retrocessione |
| 10. | Eintracht Francoforte | 18 | 3  | 15 | 1485 | 1515 | 6   | girone retrocessione |

### Girone retrocessione
|    | Squadra               | G  | V | P  | PF   | PS   | Pt. | Qualificazione                         |
| -- | --------------------- | -- | - | -- | ---- | ---- | --- | -------------------------------------- |
| 1. | USC Bayreuth          | 24 | 8 | 16 | 1728 | 1860 | 16  |                                        |
| 2. | Amburgo TB            | 24 | 8 | 16 | 1702 | 1938 | 16  |                                        |
| 3. | Eintracht Francoforte | 24 | 7 | 17 | 1975 | 2310 | 14  | retrocesse in 2. Basketball-Bundesliga |
| 4. | USC Heidelberg        | 24 | 6 | 18 | 1690 | 1895 | 12  | retrocesse in 2. Basketball-Bundesliga |

### Girone finale
|    | Squadra           | G  | V  | P  | PF   | PS   | Pt. |
| -- | ----------------- | -- | -- | -- | ---- | ---- | --- |
| 1. | SSC Gottinga      | 28 | 24 | 4  | 2324 | 2095 | 48  |
| 2. | TuS 04 Leverkusen | 28 | 22 | 6  | 2492 | 2159 | 44  |
| 3. | MTV 1846 Gießen   | 28 | 19 | 9  | 2296 | 2091 | 38  |
| 4. | ASV Colonia       | 28 | 16 | 12 | 2386 | 2172 | 32  |
| 5. | MTV Wolfenbüttel  | 28 | 12 | 16 | 2192 | 2228 | 24  |
| 6. | SSV Hagen         | 28 | 10 | 18 | 2339 | 2375 | 20  |

| Basketball-Bundesliga 1979-1980 |
| ------------------------------- |
| SSC Gottinga 1º titolo          |

## Formazione vincitrice
| N° | Naz.                      | Ruolo | Sportivo            |  | Alt. |  |
| -- | ------------------------- | ----- | ------------------- |  | ---- |  |
|    | Germania Ovest (bandiera) | P     | Holger Geschwindner |  | 192  |  |
|    | Germania Ovest (bandiera) | G     | Ulrich Peters       |  | 194  |  |